# Ibrahim Ghaleb
Ibrahim Mohammed Ghaleb Jahshan (Ras Tanura, 1990. szeptember 28. –) szaúd-arábiai labdarúgó, az élvonalbeli en-Naszr középpályása.

## Pályafutása

### A válogatottban
2010. október 14-én mutatkozott be a szaúd-arábiai válogatottban. A Tunézia elleni nemzetközi barátságos mérkőzésen a második félidő közepén lépett pályára. Részt vett a 2015-ös Ázsia-kupán.